# Phú Xuân, Bình Xuyên
Phú Xuân là một xã thuộc huyện Bình Xuyên, tỉnh Vĩnh Phúc, Việt Nam.
Xã có diện tích 5,32 km², dân số năm 2019 là 7239 người, mật độ dân số đạt 1360 người/km².
Phú xuân có các thôn: Lý Hải, Dương Cốc, Lý Nhân, Can Bi và Kim Thái